# Haywards Heath
Haywards Heath (engelskt uttal: [ˈheɪwərdz hiːθ]
 ( lyssna)) är en stad och civil parish i grevskapet West Sussex i sydöstra England. Staden är huvudort i distriktet Mid Sussex och ligger cirka 56,5 kilometer söder om London samt cirka 20 kilometer norr om Brighton. Tätorten (built-up area) hade 40 184 invånare vid folkräkningen år 2021.